# Feynman-Parameter
Feynman-Parameter sind ein Hilfsmittel zur Lösung von Integralen, wie sie typischerweise in Quantenfeldtheorien bei der Berechnung von virtuellen Korrekturen, sogenannten Loop- oder Schleifen-Diagrammen auftreten. Solche Integrale über den Viererimpuls enthalten ein Produkt aus verschiedenen quadratischen Funktionen im Nenner und haben in der Regel keine „einfache“ Lösung. Bei der nach Richard Feynman benannten Lösungsmethode wird der Integrand selbst als Integral über einen zusätzlich eingeführten unphysikalischen Parameter, den Feynman-Parameter, geschrieben. Aufgrund des Satzes von Fubini darf die Integrationsreihenfolge vertauscht werden. Indem nun zuerst die Integration über den Viererimpuls und danach die Integration über den Feynman-Parameter stattfindet, wird das Integral in eine leichter lösbare Form überführt. 

## Grundlagen
Die Grundüberlegung bei der Verwendung des Feynman-Parameters speziell bei den in den Quantenfeldtheorien verwendeten Integralen ist die folgende mathematische Identität
{\displaystyle {\frac {1}{AB}}={\frac {1}{A-B}}\left({\frac {1}{B}}-{\frac {1}{A}}\right)={\frac {1}{A-B}}\int _{B}^{A}{\frac {\mathrm {d} z}{z^{2}}}=\int _{0}^{1}{\frac {\mathrm {d} u}{\left[uA+(1-u)B\right]^{2}}}}.
Aufgrund des Satzes von Fubini gilt nun
{\displaystyle {\begin{aligned}\int {\frac {\mathrm {d} ^{4}k}{(2\pi )^{4}}}{\frac {1}{AB}}&=\int {\frac {\mathrm {d} ^{4}k}{(2\pi )^{4}}}\int _{0}^{1}\mathrm {d} u{\frac {1}{\left[uA+(1-u)B\right]^{2}}}\\&=\int _{0}^{1}\mathrm {d} u\int {\frac {\mathrm {d} ^{4}k}{(2\pi )^{4}}}{\frac {1}{\left[uA+(1-u)B\right]^{2}}}.\end{aligned}}}
Dadurch tritt nicht mehr das Produkt von {\displaystyle A} und {\displaystyle B} sondern eine Summe in dem Integral auf. Sind beides quadratische Funktionen von {\displaystyle k}, lässt sich das Integral durch eine lineare Substitution weiter vereinfachen und in vierdimensionalen Polarkoordinaten lösen.

## Allgemeiner Fall
Für eine beliebige Anzahl Faktoren gilt mit der Delta-Distribution {\displaystyle \delta }
{\displaystyle {\frac {1}{A_{1}A_{2}\ldots A_{n}}}={\frac {1}{\prod A_{i}}}=(n-1)!\int _{0}^{1}\mathrm {d} u_{1}\cdots \int _{0}^{1}\mathrm {d} u_{n}{\frac {\delta (1-\sum u_{i})}{\left[\sum u_{i}A_{i}\right]^{n}}}.}
Eine weitere Verallgemeinerung ist
{\displaystyle {\frac {1}{\prod A_{i}^{\alpha _{i}}}}={\frac {\Gamma (\sum \alpha _{i})}{\prod \Gamma (\alpha _{i})}}\int _{0}^{1}\mathrm {d} u_{1}\cdots \int _{0}^{1}\mathrm {d} u_{n}{\frac {\delta (1-\sum u_{i})\prod u_{i}^{\alpha _{i}-1}}{\left[\sum u_{i}A_{i}\right]^{\sum \alpha _{i}}}},}
wobei die Exponenten {\displaystyle \alpha _{i}} komplexe Zahlen (mit positivem Realteil) sein können.

## Beispiel
Im Folgenden soll das Integral 
{\displaystyle I=\int {\frac {\mathrm {d} ^{4}k}{(2\pi )^{4}}}{\frac {1}{(k-p)^{2}(k^{2}-m^{2})}}}
berechnet werden. Mithilfe der Feynman-Parameter kann dieses Integral zu
{\displaystyle I=\int _{0}^{1}\mathrm {d} u\int _{0}^{1}\mathrm {d} v\int {\frac {\mathrm {d} ^{4}k}{(2\pi )^{4}}}{\frac {\delta (u+v-1)}{[k^{2}-2uk\cdot p-vm^{2}]^{2}}}}
umgeformt werden (der Einfachheit halber sei {\displaystyle p^{2}=0}). Eine Variablentransformation {\displaystyle l=k-up} mit {\displaystyle \mathrm {d} k=\mathrm {d} l} entfernt den in {\displaystyle k} linearen Term im Nenner. Nach Übergang mittels einer Wick-Rotation und der anschließenden Verwendung vierdimensionaler Kugelkoordinaten  ergibt sich
{\displaystyle I={\frac {2\mathrm {i} \pi ^{2}}{(2\pi )^{4}}}\int _{0}^{1}\mathrm {d} u\int _{0}^{1}\mathrm {d} v\delta (u+v-1)\int _{0}^{\infty }\mathrm {d} r{\frac {r^{3}}{(r^{2}+vm^{2})^{2}}},}
wobei die verbleibenden Integrale elementar auswertbar sind. Für das Integral über {\displaystyle r} muss zur Berechnung noch ein Regularisierungsschema gewählt werden, da es sonst divergiert.